# Delma butleri
Delma butleri är en ödleart som beskrevs av Storr 1987. Delma butleri ingår i släktet Delma och familjen fenfotingar. Inga underarter finns listade i Catalogue of Life.
Arten förekommer i Australien. Den saknas på Tasmanien. Honor lägger ägg.